# Maximilian Michailowitsch Pronitschew
Maximilian Michailowitsch Pronitschew (russisch Максимилиан Михайлович Проничев, englisch Maximilian Mikhailovich Pronichev; * 17. November 1997 in Berlin, Deutschland) ist ein russisch-deutscher Fußballspieler. Der Offensivspieler stand zuletzt bei Energie Cottbus unter Vertrag und war russischer Nachwuchsnationalspieler.

## Familie und Herkunft
Pronitschew wurde in Berlin geboren und besitzt neben der russischen auch die deutsche Staatsangehörigkeit. Seine Familie stammt aus Moskau. Sein Vater Michail (* 1968) spielte bei Lokomotive Moskau professionell Fußball und war in Deutschland u. a. beim BFC Dynamo aktiv.

## Karriere

### Im Verein
Der Stürmer begann bei Tennis Borussia Berlin und LFC Berlin mit dem Fußballspielen, ehe er 2011 in die Jugend von Hertha BSC wechselte. Dort spielte er zunächst in der B-Jugend in der B-Junioren-Bundesliga, für die er in der Saison 2013/14 in elf Einsätzen elf Treffer erzielte. Zur Saison 2014/15 wechselte Pronitschew in die A-Jugend von Zenit St. Petersburg, in der er ein Jahr, u. a. in der UEFA Youth League, spielte. Zur Saison 2015/16, seinem letzten Jugendjahr, wurde er über eine Kooperation gemeinsam mit Alexei Gassilin an den FC Schalke 04 ausgeliehen. Pronitschew stand im Kader der A-Jugend und kam zu 21 Einsätzen in der A-Junioren-Bundesliga, in denen er 15 Treffer erzielte, sowie zu zwei Einsätzen in der UEFA Youth League.
Zur Saison 2016/17 kehrte Pronitschew zu Zenit St. Petersburg zurück und stand im Kader der zweiten Mannschaft. Er kam 27 Mal in der zweiten russischen Liga zum Einsatz und erzielte drei Treffer.
Zur Saison 2017/18 kehrte Pronitschew zu Hertha BSC zurück und stand fortan im Kader der zweiten Mannschaft. In 19 Einsätzen in der viertklassigen Regionalliga Nordost erzielte er 15 Treffer.
Im Juni 2018 unterschrieb Pronitschew einen Profivertrag. Den Beginn der Sommervorbereitung absolvierte Pronitschew mit dem Profikader von Pál Dárdai, wurde Mitte Juli jedoch mit weiteren Nachwuchsspielern wieder zur zweiten Mannschaft geschickt. Am 30. Juli 2018 wechselte er bis zum Ende der Saison 2018/19 auf Leihbasis in die 2. Bundesliga zum FC Erzgebirge Aue. Nachdem er in keinem Pflichtspiel zum Einsatz gekommen war, wurde Pronitschew Anfang Januar 2019 bis zum Saisonende an den Drittligisten Hallescher FC weiterverliehen, für den er aber lediglich neunmal auflief.
Zur Saison 2019/20 kehrte Pronitschew in die zweite Mannschaft von Hertha BSC zurück. Nach 13 Regionalligaeinsätzen, in denen er acht Tore erzielte, wechselte er Ende Januar 2020 in die Regionalliga West zu Rot-Weiss Essen. Er kam zu 4 Einsätzen, in denen er 2 Tore erzielte, ehe der Saison aufgrund der COVID-19-Pandemie ab Mitte März 2020 nicht mehr fortgeführt werden konnte. In der Saison 2020/21 war der Stürmer meist nur Reservist. Er kam nur zu 11 Ligaeinsätzen (4-mal von Beginn), in denen er 3 Tore erzielte.
Zur Saison 2021/22 kehrte Pronitschew in die Regionalliga Nordost zurück und schloss sich Energie Cottbus an. Für Cottbus kam er bis Saisonende zu 36 Regionalligaeinsätzen, in denen er 15 Tore erzielte. Zur Saison 2022/23 wechselte der Offensivspieler zum österreichischen Zweitligisten SV Horn, bei dem er einen bis Juni 2024 laufenden Vertrag unterschrieb. Für Horn kam er zu 23 Einsätzen in der 2. Liga, in denen er viermal traf. Im Juli 2023 wurde sein Kontrakt bei den Niederösterreichern aufgelöst.
Im selben Monat kehrte Pronitschew anschließend nach Deutschland zurück und wechselte zum Regionalligisten FC Rot-Weiß Erfurt. In der Winterpause 2023/24 wechselte er ligaintern und kehrte zu Energie Cottbus zurück. Im Sommer 2025 verließ er Cottbus.

### In der Nationalmannschaft
Pronitschew durchlief die Junioren-Nationalmannschaften des russischen Fußballverbands.